# Partito Popolare Trentino
Die Partito Popolare Trentino (deutsch Trentiner Volkspartei bzw. Italienische Volkspartei) war eine politische Partei im österreichischen Kronland Tirol.

## Geschichte
Im Trentino wurde die katholisch-politische Arbeit zunächst ab 1898 vom neu gegründeten „Comitato diocesano per l′azione cattolica“ koordiniert. Nachdem Celestino Endrici im März 1904 zum neuen Bischof von Trient gewählt worden war, förderte dieser die Entstehung einer politischen Organisation der Trentiner Katholiken, woraufhin sich am 19. Oktober 1904 mit der „Unione politica popolare del Trentino“ (UPPT) eine eigenständige Partei gründete, die sich ab 1905 als „Partito Popolare Trentino“ etablierte. Als Hauptorgan diente die Zeitung „La voce cattolica“, die 1906 in Il Trentino umbenannt wurde und dessen Chefredakteur ab 1905 Alcide De Gasperi war. Die Partei stieg rasch zur dominierenden Partei im Trentino auf und war bei allen Landtags- und Reichsratswahlen die stärkste Partei im Trentino. Bei der Reichsratswahl 1907 konnte die Partei ebenso wie bei der Reichsratswahl 1911 sieben von neun Trentiner Mandaten bzw. alle Landgemeinden-Wahlbezirke gewinnen. Im Tiroler Landtag gewann die Trientiner Volkspartei 1908 wiederum alle 12 Mandate in den ländlichen Wahlkreisen. 1914 zählte die Partei bereits rund 45.000 Mitglieder mit einer flächendeckenden Ortsgruppenstruktur. Die Partei unterhielt gute Kontakte zur Christlichsozialen Partei, wobei die Abgeordneten im Reichsrat gemeinsam mit zwei Vertretern der Italienischen Volkspartei in Görz bzw. einem Vertreter der Italienischen Volkspartei in Istrien den „Klub der Italienischen Volkspartei“ bildeten und zeitweise mit rumänischen Abgeordneten in einem Klub zusammenarbeiteten. Ein wichtiger Vertreter der Partito Popolare Trentino neben De Gasperi war Enrico Conci.
Die Trentiner Volkspartei hatte eine nationalkonservative Ausrichtung und agierte politisch zwischen einer österreichisch und antisemitisch bzw. einer vorsichtig nationalistischen Orientierung. Nach dem Ausbruch des Ersten Weltkriegs liebäugelte die Parteizeitung „Il Trentino“ kurzzeitig mit einem Kriegseintritt Italiens auf Seiten der Mittelmächte, um das „Slawentum“ niederzuschlagen. In der Folge setzte sich jedoch der Wunsch nach einer Neutralität Italiens als Parteilinie durch, insbesondere um die schwerwiegenden Folgen eines Krieges zwischen Österreich und Italien für die Trentiner Bevölkerung abzuwenden. Um Zensurauflagen zu verhindern wurde das Erscheinen des Parteiorgans bereits zwei Tage vor dem Kriegseintritt Italiens eingestellt. Da die österreichischen Behörden an der Loyalität der Trentiner Bevölkerung zweifelten, wurde in der Folge rund ein Drittel der Einwohner umgesiedelt während die Abgeordneten teilweise interniert wurden oder flüchteten. Nach dem Ende des Ersten Weltkriegs setzte sich De Gaspari intensiv für eine Autonomie des Trentino innerhalb Italiens ein. Seine Trentiner Volkspartei gründete sich 1919 erneut und schloss sich am 12. Oktober 1919 der Partito Popolare Italiano (Italienischen Volkspartei) an.